# Assagaj

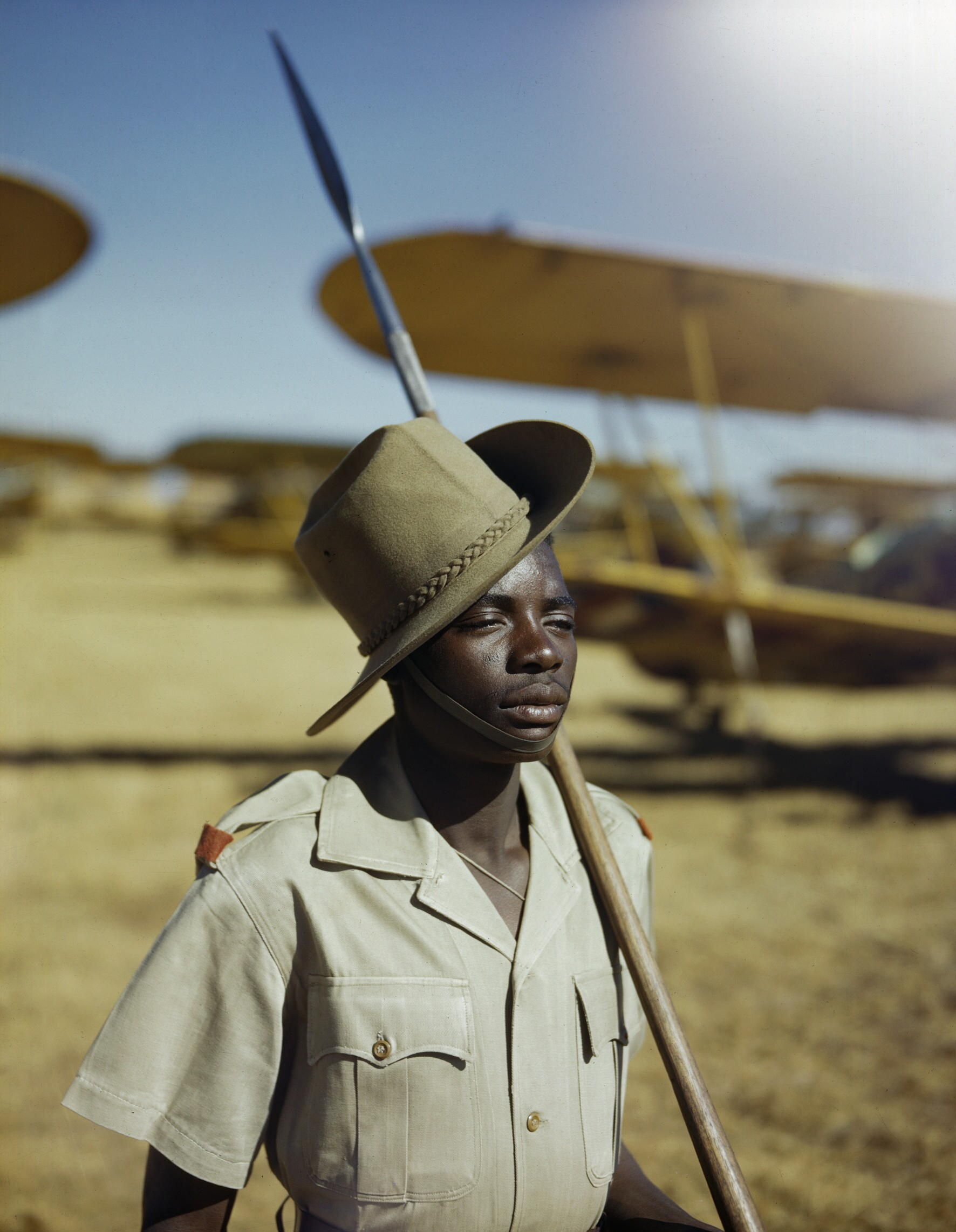
Południowoafrykański Askarys uzbrojony w assagaj, 1943. Zdjęcie wykonano w Waterkloof, czyli na przedmieściach Pretorii.

Assagaj (arab. Azzaghaja) – typ oszczepu przeznaczonego zarówno do walki wręcz, jak i do miotania. Długość drzewca wahała się od 1 do 2 metrów, a grotu od 15 do 20 cm (drugie tyle zajmuje żelazna oprawa). Assagaj używany był jako broń bojowa i myśliwska przez Buszmenów, Hotentotów, Kafrów, Bantu  i inne ludy.
W początkach XIX wieku król Zulusów Czaka opracował − na uzbrojenie swojej wielkiej armii − krótką wersję assagaja, służącą do zadawania ran kłutych w bezpośredniej walce wręcz. Na masową skalę została użyta w bitwie pod Isandlwana w roku 1879.